# Elektret
En elektret (bildat av elektr- från "elektricitet" och -et från "magnet") är en kropp av ett material med bestående elektrisk laddning eller permanent elektrisk polarisation. Polarisation betyder att atomerna eller molekylerna har dipolmoment. Material med denna egenskap kan framställas genom att kyla ner materia bestående av långa molekylkedjor med var sitt elektriskta dipolmoment så att s.k. domäner formeras. Dessa typer av material har börjat få mer och mer (2004) kommersiellt och teknologiskt intresse som dess magnetiska motsvarigheter permanentmagnet. Bl.a. används de i speciella mikrofoner för att kunna ta upp ljudvibrationer bättre, eller s.k. känsliga ytor. Känsliga ytor brukar ha både elektretiska och piezoelektriska egenskaper (se Elektromekanisk film).
Finns i vissa äldre mikrofoner.